# 分集
分集（英語：diversity）技术是指一类使携带同一信息的多个信号衰落特性相互独立，并对这些信号进行特定的处理，从而减小衰落对信号影响的技术，可以通俗地说是“分散传输，集中处理”。
目前分集方案（diversity scheme）有如下几种：
- 时间分集（time diversity）
- 频率分集（frequency diversity）
- 空间分集（space diversity），也叫天线分集（antenna diversity）
  - 微分集（microdiversity）
  - 宏分集（macrodiversity）
  - 站址分集（site diversity）
- 极化分集（polarization diversity）
- 角度分集（angle diversity）
- 多用户分集（multiuser diversity）
- 协作分集（cooperative diversity）